# BR-463
De BR-463 is een federale weg in de deelstaat Mato Grosso do Sul in het zuiden van Brazilië. De weg is een verbindingsweg tussen Ponta Porã en Dourados.
De weg heeft een lengte van 115 kilometer.

## Aansluitende wegen
- MS-164 en MS-386 bij Ponta Porã
- MS-380
- BR-163, MS-156 en MS-379 bij Dourados